# Pelomyiella melanderi
Pelomyiella melanderi är en tvåvingeart som först beskrevs av Sturtevant 1923.  Pelomyiella melanderi ingår i släktet Pelomyiella och familjen Canacidae. Inga underarter finns listade i Catalogue of Life.